# Muhittin Sadak
Muhittin Sadak   (Esmirna i Istanbul, 16 de setembre de 1900 - Istanbul, 16 de setembre de 1982)(Esmirna (Imperi Otomà), 16 de setembre, 1900- Istanbul, 17 de setembre, 1982), va ser un director de cor turc.
El primer violoncel·lista i artista de Turquia, Muhittin Sadak, va néixer a Esmirna. Va rebre la seva educació primària a Kadıköy Halibye Mahmudiye i l'escola "İttihat" i després d'estudiar a l'escola francesa, Saint Joseph, es va graduar a Mekteb-i Sultani. Va prendre classes del professor de música Musa Süreyya Bey (més tard director del Darülelhan – Conservatori d'Istanbul) a l'institut Galatasaray. Després del batxillerat, va continuar la seva formació musical prenent classes de professors particulars. Va ser un dels fundadors del Conservatori d'Istanbul (1922). Muhittin Sadak va donar el seu primer concert el mateix any, 1922. Va ensenyar al Conservatori, l'escola secundària de Galatasaray, les escoles secundàries "Feyzi Ati" i "Boğaziçi" durant 37 anys. Es va traslladar a l'Òpera d'Istanbul. Va treballar com a director d'orquestra durant més de 30 anys. Va fundar el primer cor de la ciutat a Istanbul. Aquest cor es va convertir en el nucli de l'Òpera d'Istanbul. Leyla Gencer va créixer en aquesta comunitat. Muhittin Sadak va morir a Istanbul el 16 de setembre de 1982.